# Смерть у кіно
«Смерть у кіно» (рос. «Смерть в кино») — радянський художній фільм 1990 року режисера Костянтина Худякова.

## Сюжет
Прибудову до збудованої декорації сторож здає «дикунам». У пік веселощів з'являються оператор і помічник режисера, які потай від усіх знімають гулянку. Спровокувавши сварку, майстерно розігрують вбивство. За розслідування береться сам сторож — колишній співробітник НКВС...

## У ролях
- Іван Бортник
- Анатолій Ромашин
- Леонід Каневський
- Ірина Розанова
- Олена Шаніна
- Олександр Парра
- Андрій Сергєєв
- Марина Бакина
- Юлія Ромашина
- Владислав Галкін
- Віктор Бакин

## Творча група
- Сценаристи: Едуард Володарський, Валерій Фрід, Валентин Черних
- Режисер-постановник: Костянтин Худяков
- Оператор-постановник: Юрій Райський
- Композитор: Мікаел Тарівердієв